# Baâlons
Baâlons je francouzská obec v departementu Ardensko v regionu Grand Est. Žije zde 208 obyvatel.

## Poloha obce
Sousední obce jsou: Bouvellemont, La Horgne, Chagny, Mazerny, Omont, Poix-Terron, Saint-Loup-Terrier a Villers-le-Tilleul.

## Vývoj počtu obyvatel
Počet obyvatel

## Pamětihodnosti
- Kostel Saint Rémi v pozdně románském slohu z doby na přelomu 13. a 14. století. Portál z 10. století má zajímavou plastiku v tympanonu.

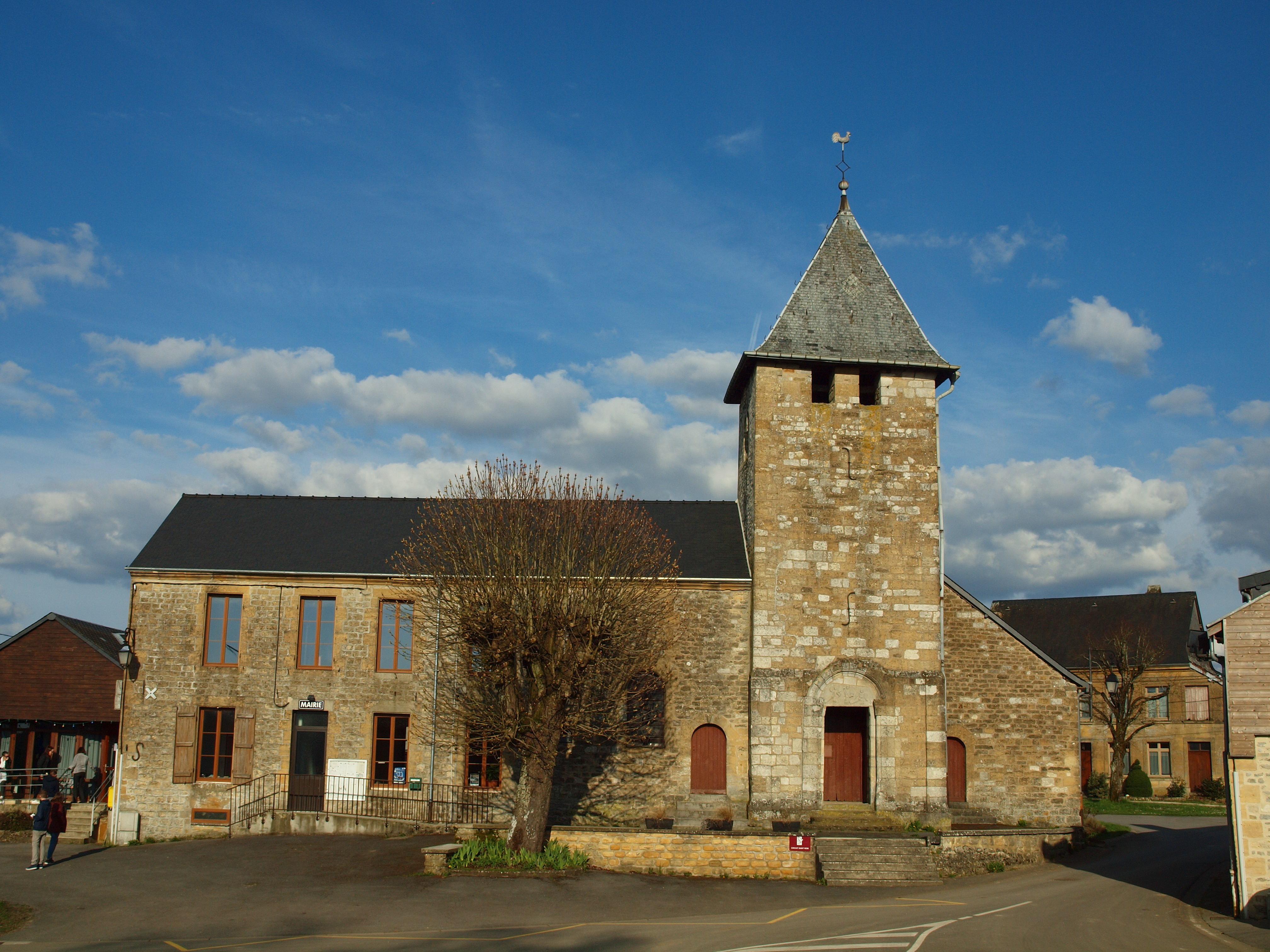
Radnice a kostel
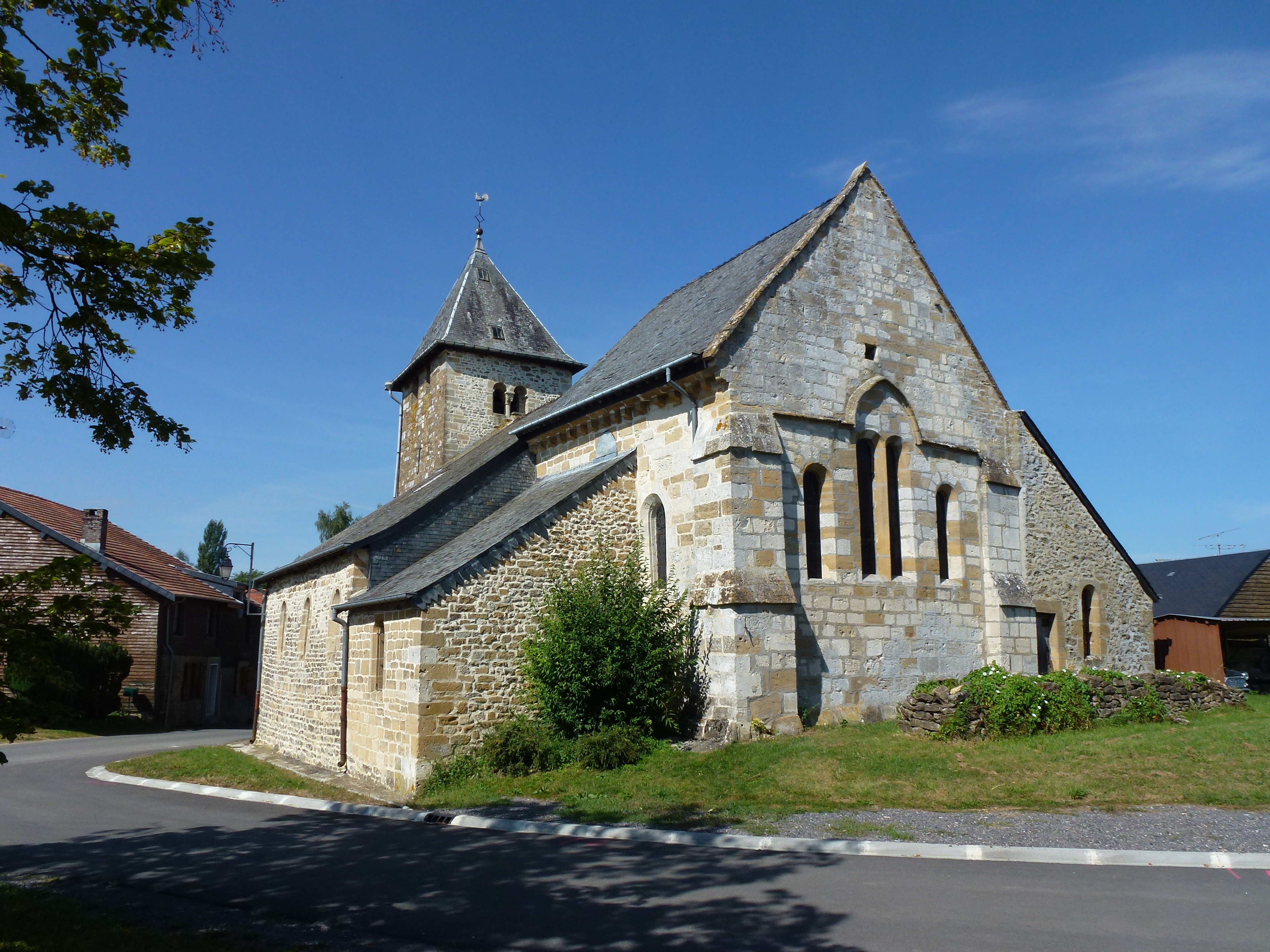
Kostel od jihovýchodu